# Byttneria asplundii
Byttneria asplundii är en malvaväxtart som beskrevs av C.L. Cristobal. Byttneria asplundii ingår i släktet Byttneria och familjen malvaväxter. Inga underarter finns listade i Catalogue of Life.